# Chiesa della Madre di Dio (Lecce)
La chiesa della Madre di Dio e di San Nicolò, nota anche come chiesa delle Scalze è una chiesa barocca di Lecce la cui edificazione risale al 1631 per disposizione del patrizio leccese Belisario Paladini. Attiguo è l'ex monastero delle Scalze, che venne acquistato nel 1903 dalle Suore Salesiane dei Sacri Cuori per farne la sede definitiva della casa generalizia e dell'Istituto per sordomuti fondato da san Filippo Smaldone.

## Descrizione

### Esterno
La chiesa ha un semplice quanto leggiadro prospetto animato da un decoratissimo portale a colonne, opera di Cesare Penna il quale scolpì anche il rilievo del fregio figurante il Duello tra David e Golia e la statua dell'Arcangelo Michele che atterra il demonio. Ai lati del portale si aprono due nicchie ospitanti le statue dell'Angelo custode e di santa Caterina d'Alessandria attribuibili a Giuseppe Zimbalo. Altri elementi decorativi sono una finestra dalla ricca cornice e una ghirlanda che adorna il fregio della trabeazione.

### Interno
L'interno dalla raccolta navata, presenta un soffitto a volta carenata percorsa da costoloni. I muri dell'aula risultano animati da statue-reliquiari collocate in nicchie e da altari di vistoso risalto plastico.
Nel presbiterio, dominato da un altare maggiore del 1648 adorno di un paliotto intarsiato e di un monumentale ciborio marmoreo, destano interesse la pala della Madre di Dio con San Giuseppe e San Nicola (1645) e il monumento a Belisario Paladini fondatore della chiesa. Nel presbiterio il soffitto è a volta a spicchi rivestiti di stucco.

## San Filippo Smaldone
In questa chiesa riposano le spoglie di San Filippo Smaldone, trasferite dal cimitero cittadino nel 1942. San Filippo Smaldone fondò, nell'attiguo monastero, la congregazione delle Suore Salesiane dei Sacri Cuori e progettò un'istituzione dedicata alla cura e all'istruzione dei sordomuti. 